# ستپویواتس
ستپویواتس (به صربی: Stepojevac) یک منطقهٔ مسکونی در صربستان است که در لازارواتس واقع شده‌است. ستپویواتس ۲۰٫۸۲ کیلومتر مربع مساحت و ۲٬۸۹۴ نفر جمعیت دارد و ۱۱۹ متر بالاتر از سطح دریا واقع شده‌است.